# Титанопсис известковый
Титанопсис известковый (лат. Titanopsis calcarea) – вид суккулентных растений рода Титанопсис (Titanopsis), семейства Аизовые (Aizoaceae), произрастающий в ЮАР.

## Описание
Многолетнее растение высотой до 4 см, представляет собой компактные пучки тесно сгруппированных розеток. Листья уплощенные с крупными отдельными бугорками на поверхности. Цветет с октября по февраль; цветков 1–3; лепестки янтарные или янтарно-белые.

## Распространение
Природным ареалом является Южно-Африканская Республика. Суккулент произрастает в основном в биоме пустыни или кустарниковой степи.

## Таксономия
Titanopsis calcarea (Marloth) Schwantes, первое упоминание в Z. Sukkulentenk. 2: 178 (1926).

#### Этимология
Titanopsis: родовое латинское наименование от греч. τίτανος – «известь» и греч. όψις – «подобный»; в виду листьев покрытых бугорками, которые делают представителей данного рода похожими на куски известняка.
calcarea: латинский видовой эпитет, означающий «известковый».

#### Синонимы
Гомотипные (основанные на одном и том же номенклатурном типе):
- Mesembryanthemum calcareum Marloth (1907)

Гетеротипные (основанные на разных номенклатурных типах):
- Titanopsis fulleri Tischer ex H.Jacobsen (1935)